# Theuderich IV.
Theuderich IV. také Theuderic, Theoderic či Theodoric (francouzsky Thierry) (712?–737) byl franský král z dynastie Merovejců od roku 721 až do své smrti v roce 737. Jeho otcem byl král Dagobert III.

## Životopis
Během své vlády byl králem ničeho, skutečnou mocí v říši vládl majordomus královského paláce Karel Martel. Král byl většinu období své vlády v internaci, nejprve v opatství Chelles, poté v Château-Thierry.
Po jeho smrti zůstal franský trůn sedm let neobsazený, toto období je známé jako interregnum. Až v roce 743 majordomus Pipin III. Krátký dosadil na trůn Childericha III., posledního merovejského krále, jehož otcem mohl být Theuderich IV., ale pro toto tvrzení chybí dostatek zdrojů.